# Ayumi Oya
Ayumi Oya (大矢 歩 Oya Ayumi?), född 8 november 1994, är en japansk fotbollsspelare som spelar för Ehime FC.
Ayumi Oya spelade 8 landskamper för det japanska landslaget.